# Rubert Martínez Texidor
Rubert Martínez Texidor (16 de julio de 1985) es un deportista cubano que compitió en judo.
Ganó una medalla de plata en los Juegos Panamericanos de 2003 y dos medallas de bronce en el Campeonato Panamericano de Judo en los años 2002 y 2004.

## Palmarés internacional
| Juegos Panamericanos    | Juegos Panamericanos            | Juegos Panamericanos | Juegos Panamericanos |
| Año                     | Lugar                           | Medalla              | Categoría            |
| ----------------------- | ------------------------------- | -------------------- | -------------------- |
| 2003                    | Santo Domingo (Rep. Dominicana) | Medalla de plata     | –73 kg               |
| Campeonato Panamericano |                                 |                      |                      |
| Año                     | Lugar                           | Medalla              | Categoría            |
| 2002                    | Santo Domingo (Rep. Dominicana) | Medalla de bronce    | –73 kg               |
| 2004                    | Isla de Margarita (Venezuela)   | Medalla de bronce    | –73 kg               |